# Давид Сасунський

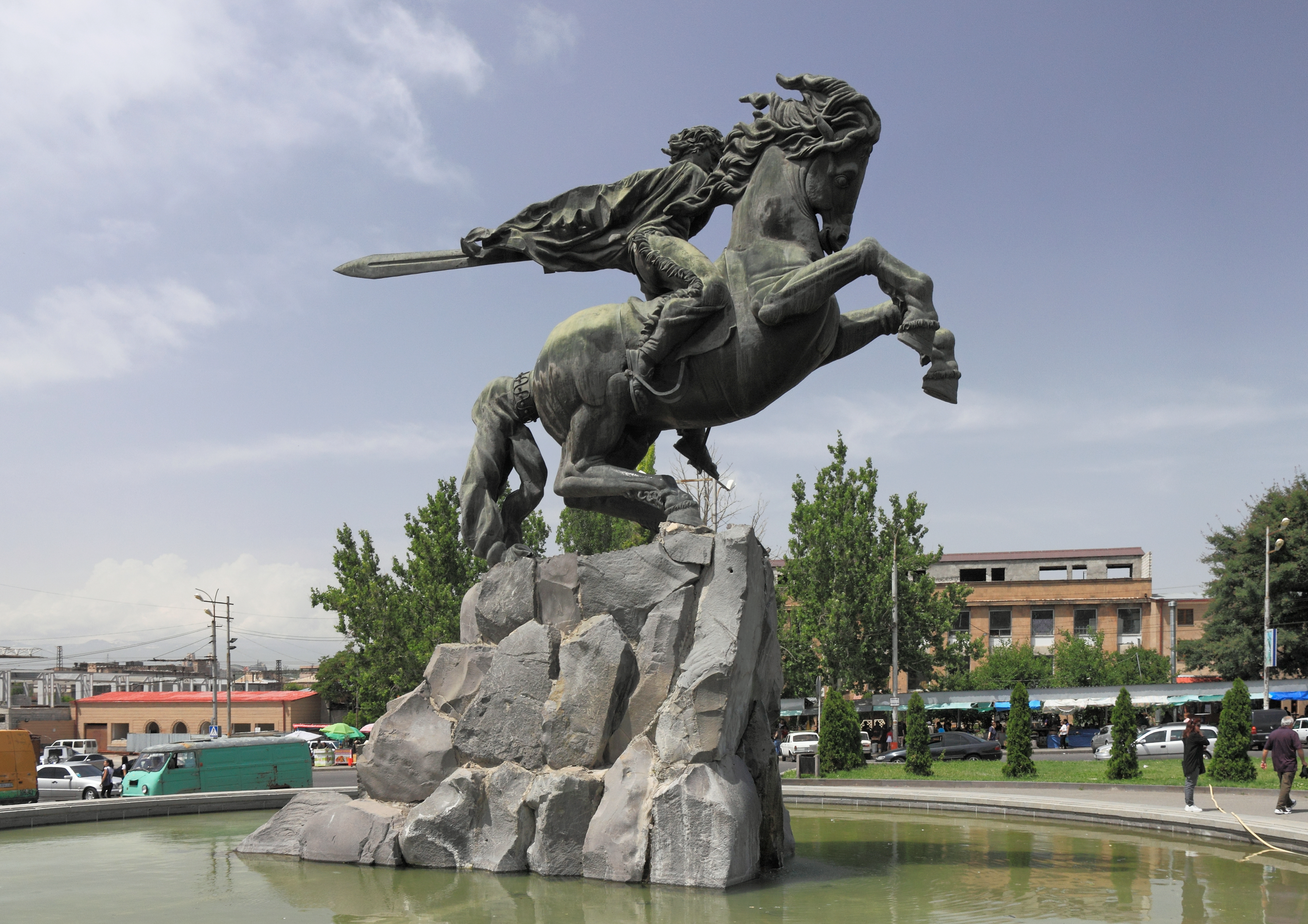
Пам'ятник Давиду Сасунському в Єревані. Скульптор — Єрванд Кочар

Дави́д Сасу́нський (вірм. Սասունցի Դավիթ — Сасунці Давид) — головний герой однойменного вірменського національного епосу. В основі епосу лежать історичні події від часу заснування Сасуну (історична обл. Вірменії) до 9 століття.
Уперше епос записаний у 1873, до середини 20 століття записано 50 варіантів. Існують українські переклади Павла Тичини, Володимир Свідзінського, Віктор Кочевський тощо.
1968 року Наірі Зарьян створив поему у прозі «Давід Сасунський» на матеріали стародавніх поетичних творів.